# Silvio Orlando (acteur)
Pour les articles homonymes, voir Silvio Orlando et Orlando.
Silvio Orlando (né le 30 juin 1957 à Naples) est un acteur italien.

## Biographie
Silvio Orlando a travaillé avec différents réalisateurs du cinéma italien, comme Nanni Moretti, Daniele Luchetti, Carlo Mazzacurati, Gabriele Salvatores et d'autres. Il a aussi participé à des séries TV comme Zanzibar, I vicini di casa et Padri e figli.
En 1996, Silvio Orlando est un des personnages principaux d'une des dernières œuvres du réalisateur Sergio Citti, I magi randagi.
En 2000, il gagne le Nastro d'argento en tant que meilleur premier rôle masculin pour son interprétation dans le film Je préfère le bruit de la mer de Mimmo Calopresti. L'année suivante, il fait partie du casting du film qui remporte la Palme d'or au Festival de Cannes, La Chambre du fils de Nanni Moretti. Toujours en 2001, il est un des personnages principaux du film de Giuseppe Piccioni, Lumière de mes yeux, dans lequel il interprète pour la première fois le rôle du « méchant » : ce film lui vaut d'être nommé au prix David di Donatello comme meilleur second rôle masculin.
En 2006, il est l'acteur principal du film de Nanni Moretti, Le Caïman, grâce auquel il remporte le prix David di Donatello comme meilleur premier rôle masculin.
En février 2008 est sorti le film Caos calmo, d'Antonello Grimaldi, dans lequel il retrouve Nanni Moretti, Isabella Ferrari et Valeria Golino.
Il a aussi dirigé deux œuvres théâtrales de Peppino De Filippo en 1998 : Don Rafelo 'o trumbone et Cupido scherza e spazza.
En 2016, il incarne le cardinal Secrétaire d'État Angelo Voiello dans la série franco-hispano-italienne The Young Pope, puis en 2020 dans The New Pope.

## Filmographie

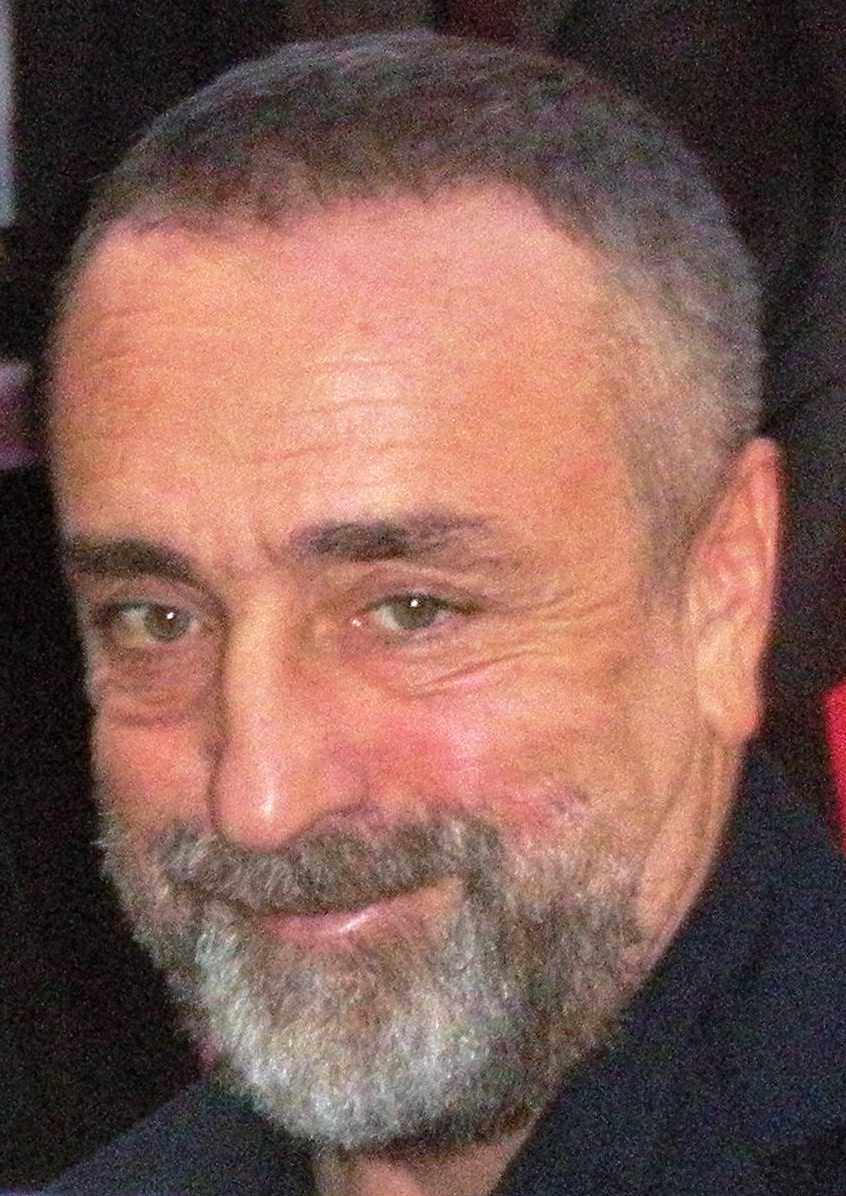
Silvio Orlando (2010).

### Cinéma
- 1987 : Kamikazen ultima notte a Milano : Antonio Minichino
- 1989 : Palombella rossa de Nanni Moretti : coach de Rari Nantes Monteverde
- 1990 : La Semaine du Sphinx (La settimana della sfinge) de Daniele Luchetti : ministre
- 1991 : Matilda : Torquato
- 1991 : Le Porteur de serviette (Il Portaborse) de Daniele Luchetti : Luciano Sandulli
- 1992 : Il richiamo della notte
- 1992 : Altra vita, Un' : Saverio
- 1993 : Arriva la bufera de Daniele Luchetti : Mario Solitudine
- 1993 : Sud : Ciro
- 1994 : Michele va alla guerra (TV) : Michele
- 1995 : Il cielo è sempre più blu d'Antonello Grimaldi
- 1995 : La scuola de Daniele Luchetti : Vivaldi
- 1996 : Ferie d'agosto de Paolo Virzì : Sandro
- 1996 : Intolerance : (segment Arrivano i sandali)
- 1996 : I magi randagi de Sergio Citti : Melchior
- 1996 : Vesna va veloce
- 1996 : La mia generazione de Wilma Labate
- 1997 : Aprile de Nanni Moretti : son propre rôle
- 1997 : Nirvana de Gabriele Salvatores
- 1997 : Auguri professore : professeur Lipari
- 1998 : Polvere di Napoli : Ciriaco / Ciarli
- 1998 : Figli di Annibale : Domenico
- 1999 : Hors du monde (Fuori dal mondo) de Giuseppe Piccioni : Ernesto
- 2000 : Je préfère le bruit de la mer (Preferisco il rumore del mare) de Mimmo Calopresti : Luigi
- 2001 : La Chambre du fils (La stanza del figlio) de Nanni Moretti : le patient
- 2001 : Luce dei miei occhi de Giuseppe Piccioni : Saverio Donati
- 2002 : Le Conseil d'Égypte (Il consiglio d'Egitto) d'Emidio Greco : Don Giuseppe Vella
- 2002 : Le Baiser de l'ours (Bear's Kiss) de Sergueï Bodrov : Ringmaster
- 2002 : El Alamein d'Enzo Monteleone : le général
- 2003 : Il posto dell'anima : Antonio
- 2003 : Opopomoz d'Enzo D'Alò : Peppino (voix)
- 2004 : Dopo mezzanotte de Davide Ferrario : narrateur
- 2006 : Le Caïman (Il caimano) de Nanni Moretti : Bruno Bonomo
- 2008 : Caos calmo d'Antonello Grimaldi : Samuele
- 2008 : Il papà di Giovanna de Pupi Avati : Michele Casali
- 2008 : La fabbrica dei tedeschi
- 2009 : Ex de Fausto Brizzi : Luca
- 2009 : Le Rêve italien (Il grande sogno) de Michele Placido : colonel des carabiniers
- 2010 : Genitori e figli: Agitare bene prima dell'uso de Giovanni Veronesi : Gianni
- 2010 : La passione de Carlo Mazzacurati : Gianni Dubois
- 2011 : Missione di pace : capitaine Vinciguerra
- 2013 : Un château en Italie de Valeria Bruni Tedeschi : le maire italien
- 2013 : La variabile umana de Bruno Oliviero : Monaco, l'inspecteur de police
- 2014 : La sedia della felicità de Carlo Mazzacurati : marchand de tableaux à la télévision
- 2016 : Un paese quasi perfetto de Massimo Gaudioso : Domenico Bonocore
- 2021 : Ariaferma de Leonardo di Costanzo : Carmine Lagioia, détenu cuisinier, (David Di Donatello pour le rôle)
- 2020 : Les Liens qui nous unissent (Lacci) de Daniele Luchetti : Aldo (dans les années 2000)
- 2021 : Il bambino nascosto  de Roberto Andò : le professeur de piano Gabriele Santoro
- 2023 : Vers un avenir radieux (Il sol dell'avvenire) de Nanni Moretti
- 2024 : Parthenope de Paolo Sorrentino

### Télévision
- 2016 : The Young Pope de Paolo Sorrentino : Angelo Voiello
- 2020 : The New Pope de Paolo Sorrentino : Angelo Voiello

## Récompenses et distinctions
- David di Donatello 1998 : Meilleur acteur dans un second rôle pour Aprile
- Ruban d'argent 2000 : Meilleur acteur pour Je préfère le bruit de la mer
- David di Donatello 2006 : Meilleur acteur pour Le Caïman
- Ruban d'argent 2007 : Meilleur acteur pour Le Caïman
- Mostra de Venise 2008 : Coupe Volpi de la meilleure interprétation masculine pour Il papà di Giovanna
- David di Donatello 2022 : Meilleur acteur pour Ariaferma